# 粗鱗散紋夜蛾
粗鱗散紋夜蛾（学名：Callopistria clava）为夜蛾科散紋夜蛾屬下的一个种。